# 4:13 Dream
4:13 Dream är det engelska rockbandet The Cures trettonde studioalbum och släpptes den 27 oktober 2008 på Geffen Records. För produktionen av albumet ansvarade den här gången sångaren/gitarristen Robert Smith och Keith Uddin.

## Låtlista
Text av Robert Smith; musik av Smith, Cooper, Thompson, Gallup
1. "Underneath the Stars" - 6:17
2. "The Only One" - 3:57
3. "The Reasons Why" - 4:35
4. "Freakshow" - 2:30
5. "Sirensong" - 2:22
6. "The Real Snow White" - 4:43
7. "The Hungry Ghost" - 4:29
8. "Switch" - 3:44
9. "The Perfect Boy" - 3:21
10. "This. Here and Now. With You" - 4:06
11. "Sleep When I'm Dead" - 3:51
12. "The Scream" - 4:37
13. "It's Over" - 4:16

## Singlar
- "The Only One" (13 maj 2008)
- "Freakshow" (13 juni 2008)
- "Sleep When I'm Dead" (13 juli 2008)
- "The Perfect Boy" (13 augusti 2008)

## Medverkande
- Robert Smith - sång, gitarr, 6-strängad bas, keyboard
- Porl Thompson - gitarr, keyboard
- Simon Gallup - elbas
- Jason Cooper - trummor, slagverk, loopar